# 安热兰迪亚
安热兰迪亚是巴西米纳斯吉拉斯州的一个市镇。总面积184.882平方公里，总人口8130人，人口密度44人/平方公里。